# Flughafen Camarillo

i7
i11
i13
Der Flughafen Camarillo (bis 1970: Oxnard Air Force Base, ICAO-Code: KCMA, FAA-LID: CMA) ist ein Regionalflughafen in Camarillo im US-Bundesstaat Kalifornien. Er verfügt über eine Start- und Landebahn und dient der Allgemeinen Luftfahrt und dem Geschäftsreiseverkehr. Ein separates Flugfeld im südwestlichen Teil des Flughafens wird von Light Sport Aircraft und Ultralights genutzt. Der Flughafen ist Veranstaltungsort der jährlichen Flugschau „Wings Over Camarillo“, die von der südkalifornischen Abteilung der Commemorative Air Force veranstaltet wird. Die FAA hat den Platz als „Reliever Airport“ (Hilfsflugplatz) klassifiziert.

## Geschichte
Im Jahr 1942 kaufte die Federal Highway Administration 40 Hektar Land, um einen Landeplatz für Leichtflugzeuge zu errichten. Dort baute das kalifornische State Highway Department einen Flugplatz mit einer Start- und Landebahn von 1.500 Metern Länge. In der Folgezeit entwickelte sich der Flugplatz zur Oxnard Air Force Base und 1951 wurde die Bahn auf 2.400 Meter verlängert. Auf der Airbase war die 414te Kampfgruppe des Aerospace Defence Command der US Air Force stationiert.
Nachdem die Oxnard Air Force Base im Januar 1970 geschlossen worden war, versuchte die Regierung des Ventura County, den Flugplatz vom Verteidigungsministerium zu übernehmen, um dort einen kommerziellen Flughafen einzurichten. Dies führte zu Widerstand der Anwohner, die entstehenden Fluglärm befürchteten. Im Jahr 1976 wurde die Übergabe durch das Verteidigungsministerium unter Auflagen genehmigt. So musste die Länge der Start- und Landebahn durch Verlegung der Schwellen – insbesondere der östlichen – auf 1.800 Meter reduziert werden. Des Weiteren wurde Frachtverkehr sowie der Betrieb für große Passagiermaschinen nicht genehmigt. Ab 1985 wurde der Flughafen ausschließlich vom Department of Airports des Ventura County betrieben.
Zwischen 1995 und 2012 wurde auf dem Flugplatz eine der letzten Lockheed EC-121 Warning Star restauriert. Nach Abschluss der Arbeiten wurde die Maschine in das Yanks Air Museum im kalifornischen Chino verlegt.

## Flughafenanlagen
Der Flughafen umfasst ein Gebiet von 260 Hektar und verfügt über eine Start- und Landebahn mit den Maßen 1.833 × 46 Metern. Des Weiteren existieren zwei Helipads mit einer Größe von je 15 × 15 Metern. Er ist ein kontrollierter Flugplatz mit einem Tower. Verschiedene Unternehmen sind am Flughafen angesiedelt. Darunter befindet sich die Camarillo Composite Squadron 61 der Civil Air Patrol mit dem South California Air Museum sowie Trainingseinheiten des Ventura County Fire Department und des Sheriff’s Office von Ventura County. Einrichtungen des Ortsverband 723 der EAA befinden sich westlich des Museums.
Im Jahr 2014 wurde eine Aussichtsplattform eröffnet, von der aus der Flugbetrieb beobachtet werden kann.

## Flugbewegungen
Zwischen dem 6. Juni 2005 und dem 5. Juni 2006 zählte der Flughafen 153.360 Flugbewegungen. Davon entfielen 98 % auf die Allgemeine Luftfahrt, etwa 2 % auf Flugtaxis und weniger als 1 % auf militärische Flüge. Am Flughafen sind rund 600 Luftfahrzeuge stationiert. Davon sind 84 % einmotorige Flugzeuge, 8 % mehrmotorige Flugzeuge, 5 % Ultralights, 3 % Jets und 1 % Hubschrauber.

## South California Air Museum
Der Southern California Wing der Commemorative Air Force befindet sich mit seinem Museum in drei großen Hangars. Neben Ausstellungen von Modellen und anderen Ausstellungsstücken besitzt das Museum folgende Luftfahrzeuge.
Flugfähig
- Alon A-2 Aircoupe, Kennzeichen N5694F
- Fairchild PT-19B, Kennzeichen N50426
- Fairchild F-24R-46, Kennzeichen N77696
- Grumman F6F-5 Hellcat Minsi III, Kennzeichen N1078Z
- Messerschmitt Bf 108 D-1 Taifun, Kennzeichen N2231
- Mitsubishi A6M3 Mod. 22 Zero, Kennzeichen N712Z
- North American PBJ-1J Mitchell Semper Fi, Kennzeichen N5865V
- North American SNJ-4 Texan, Kennzeichen N6411D
- North American SNJ-5 Texan, Kennzeichen, N89014
- Ryan Navion, Kennzeichen N91644
- Supermarine Spitfire FR Mk. XIVe, Kennzeichen N749DP

Rundflüge werden mit der PBJ-1J Mitchell, den SNJ Texans, der PT-19 und der Aircoupe durchgeführt.
Nicht flugfähig
- Curtiss C-46 Commando China Doll, Kennzeichen N53594
- Fieseler Fi 156 D Storch, Kennzeichen N40FS
- Grumman F8F-2 Bearcat, Kennzeichen N7825C
- Mikojan-Gurewitsch MiG-21MF, Kennzeichen 965306 (nur Cockpit)
- Jakowlew Jak-50, Kennzeichen N950DK

Neben den der CAF gehörenden Maschinen befinden sich noch weitere Flugzeug in den Hangars:
American Aeronautical Foundation
- North American B-25J Mitchell Executive Sweet, Kennzeichen N30801

High Alpha Airshows
- Antonow An-2R Big Panda II, Kennzeichen N50670
- Mikojan-Gurewitsch MiG-17F, Kennzeichen N117BR

Privatbesitz
- North American SNJ-5C Texan, Kennzeichen N6438D, umgebaut als Double einer Nakajima B5N2 „Kate“ für den Film Tora! Tora! Tora!
- Beechcraft T-34B Mentor, Kennzeichen N134RR